# Skrad
Skrad (in italiano Scorda, desueto) è un comune di 1 054 abitanti della regione litoraneo-montana in Croazia.

## Località
Il comune di Skrad è costituito dalle seguenti 32 frazioni (naselia):
Belski Ravan, Brezje Dobransko, Bukov Vrh, Bukovac Podvrški, Buzin, Divjake, Gorani, Gorica Skradsk, Gornja Dobra, Gramalj, Hlevci, Hosnik, Hribac, Mala Dobra, Malo Selce, Pečišće, Planina Skradska, Podslemeni Lazi, Podstena, Pucak, Raskrižje, Rasohe, Resnatac, Rogi, Skrad, Sleme Skradsko, Trški Lazi, Tusti Vrh, Veliko Selce, Vrh Brodski, Zakrajc Brodski, Žrnovac.